# Michael Simon (Politiker)
Michael Simon (* 12. Juli 1971 in Bad Kreuznach) ist ein deutscher Politiker der SPD. Bei der Landtagswahl 2021 wurde er in den Landtag von Rheinland-Pfalz gewählt.

## Leben und Beruf
Simon wuchs in Pfaffen-Schwabenheim auf, wo er heute noch wohnt. 1987 begann er eine Konditorlehre, die er nach drei Jahren abschließen konnte. Danach leistete er seinen Zivildienst in der Klinik für Rheumakranke in Bad Kreuznach ab. Über den zweiten Bildungsweg konnte er 1994 die Fachhochschulreife ablegen und studierte daraufhin Sozialpädagogik an der Katholischen Hochschule in Mainz. Nach Abschluss des Studiums 1999 war Simon als Sozialpädagoge tätig, zunächst in der Stationären Wohnungslosenhilfe der Kreuznacher Diakonie. 2003 wechselte er in das Jugendamt der Kreisverwaltung Mainz-Bingen.
Simon ist Vorsitzender des DGB im Landkreis Bad Kreuznach und gehört der Gewerkschaft ver.di an.

## Politik
Bereits mit 17 Jahren wurde Simon politisch aktiv und trat in die SPD ein. Dort ist er 1. Vorsitzender des Ortsvereins Pfaffen-Schwabenheim sowie stellvertretender Vorsitzender des Kreisverbandes Bad Kreuznach.
Fünfzehn Jahre lang war er ehrenamtlicher Beigeordneter der Gemeinde Pfaffen-Schwabenheim, dort gehört er heute noch dem Gemeinderat an. Im Verbandsgemeinderat der VG Bad Kreuznach bekleidet er das Amt des SPD-Fraktionsvorsitzenden. Daneben gehört er auch dem Kreuznacher Kreistag an.
Bei der Landtagswahl 2016 kandidierte Simon erstmals für das Direktmandat im Wahlkreis Bad Kreuznach, unterlag jedoch der CDU-Spitzenkandidatin Julia Klöckner deutlich und verpasste den Einzug in den Landtag. Zur Wahl 2021 wurde er erneut als Kandidat aufgestellt, diesmal setzte er sich mit 32,5 Prozent der Wahlkreisstimmen knapp gegen Helmut Martin von der CDU (32,1 Prozent) durch und gewann so ein Mandat im Mainzer Landtag.